# Duca di Soria
Duca di Soria è un titolo nobiliare spagnolo associato alla città di Soria.
Vi sono state due creazioni del titolo dal 1370.

## Storia

### Prima creazione
Nel 1370 Enrico II di Castiglia concesse il titolo a Bertrand du Guesclin, per ringraziarlo dei suoi servizi bellici contro il già deceduto Pietro I, suo fratellastro e nemico. I soriani però volevano essere solo vassalli del re ed erano disposti anche a dare inizio a una guerra per difendere i loro interessi. Il re e il mercenario francese si accordarono così su un ringraziamento in denaro e nel 1375 Enrico II consegnò a Bertrand 240.000 doblas.

### Seconda creazione
Nel 1981 Juan Carlos I di Spagna concesse alla sorella Margherita il titolo vitalizio di duchessa, con decreto 12.161/1981 del 23 giugno. Fu lei stessa, nel momento in cui il fratello decise di concederle un titolo, a scegliere in segno di riconoscenza la città di Soria, dove era stata curata in seguito a un incidente nell'ottobre 1972. Il titolo non è ereditario, perciò alla morte dell'infanta tornerà alla Corona.

## Elenco dei duchi di Soria

### Prima creazione
| N⁰ | Nome                 | Immagine | Stemma | Inizio | Fine |
| -- | -------------------- | -------- | ------ | ------ | ---- |
| 1  | Bertrand du Guesclin |          |        | 1370   | 1375 |

### Seconda creazione
| N⁰ | Nome                         | Immagine | Stemma | Inizio         | Fine      |
| -- | ---------------------------- | -------- | ------ | -------------- | --------- |
| 2  | Margherita di Borbone-Spagna |          |        | 23 giugno 1981 | in carica |